# Goioxim
Goioxim é um município do estado do Paraná. De acordo com o IBGE sua população era de 6.566 habitantes, no ano de 2022. 

## Toponímia
"Goioxim" é um termo originário da língua caingangue que significa "água pequena", através da junção dos termos ngoi ("água") e xim ("pequeno").

## História
Por volta de 1900, a região onde hoje é o município era habitada por índios Caingangues, que denominaram a localidade de Goio ("Rio") e Xim ("Pequeno"), sendo que o mesmo está localizado no espaço regional, no centro-oeste do Paraná.
Por força da Lei Estadual n.º 2.226, de 9 de abril de 1923, o Distrito Judiciário de Lagoa Seca foi criado, no território municipal de Guarapuava, região a que pertencia na época. De acordo com o Decreto-Lei n.º 124, de 21 de janeiro de 1934, a denominação da localidade de Lagoa Seca foi alterada para Juquiá.
Conforme o Decreto-Lei n.º 199, de 30 de dezembro de 1943, a denominação de Juquiá foi mudada para Goioxim. Goioxim elevou-se à categoria de município por desmembrar-se de Cantagalo, em 30 de outubro de 1995, por meio da Lei Estadual n.º 11.183, sob sanção do governador Jaime Lerner. Foi instalado em 1 de janeiro de 1997.